# Heroes Den Bosch
Heroes Den Bosch è una società cestistica avente sede a 's-Hertogenbosch, nei Paesi Bassi. È stata fondata nel 1952 con il nome di Eerste Bossche Basketball Club. Nel 2005 si è fuso con l'EiffelTowers Nijmegen, nato nel 2000, dando origine all'EiffelTowers Den Bosch; il 1º luglio 2013 ha cambiato nome in SPM Shoeters Den Bosch; ha assunto la denominazione attuale il 21 agosto 2019.
Gioca nel campionato olandese, e disputa le partite interne nella Maaspoort Sports en Events, che ha una capacità di 3.500 spettatori.

## Roster 2022/2023
| Heroes Den Bosch | Heroes Den Bosch |
| Giocatori        | Staff tecnico    |
| ---------------- | ---------------- |

| 1  | Stati Uniti (bandiera) | A  | Donte Thomas        | 1996 | 201 cm |  |  |
| 2  | Paesi Bassi (bandiera) | G  | Boy van Vliet       | 1994 | 194 cm |  |  |
| 3  | Paesi Bassi (bandiera) | AG | Lagio Grantsaan     | 1997 | 202 cm |  |  |
| 4  | Australia (bandiera)   | P  | Emmett Naar         | 1994 | 185 cm |  |  |
| 6  | Lettonia (bandiera)    | AG | Verners Kohs        | 1997 | 206 cm |  |  |
| 10 | Paesi Bassi (bandiera) | AP | Keime Helfrich      | 1997 | 197 cm |  |  |
| 11 | Stati Uniti (bandiera) | G  | Kobe Webster        | 1999 | 197 cm |  |  |
| 21 | Paesi Bassi (bandiera) | C  | Thomas van der Mars | 1990 | 209 cm |  |  |
| 24 | Paesi Bassi (bandiera) | AC | Florian Rijkers     | 2005 | 207 cm |  |  |
| 25 | Norvegia (bandiera)    | A  | Chris-Ebou Ndow     | 1993 | 198 cm |  |  |
| 31 | Stati Uniti (bandiera) | G  | Austin Price        | 1995 | 193 cm |  |  |
| 33 | Paesi Bassi (bandiera) | C  | Jito Kok            | 1994 | 206 cm |  |  |

| Allenatore                                                                                                |
| - Erik Braal                                                                                              |
| Assistente/i                                                                                              |
| - Mike de Kraker Legenda - (C) Capitano - (IN) Inattivo - Infortunato Roster Aggiornato al: febbraio 2023 |

## Palmarès
- Campionato olandese: 17

come EBBC Den Bosch 1978-79, 1979-80, 1980-81, 1982-83, 1983-84, 1984-85, 1985-86, 1986-87, 1987-88, 1992-93, 1995-96, 1996-97
come EiffelTowers Den Bosch 2005-06, 2006-07, 2011-12, 2014-15
come Heroes Den Bosch 2021-22
- Coppa d'Olanda: 8

come EBBC Den Bosch 1993, 2000, 2002
come EiffelTowers Den Bosch 2008, 2009, 2013
come SPM Shoeters Den Bosch 2016
come Heroes Den Bosch 2024
- Supercoppa d'Olanda: 3

come SPM Shoeters Den Bosch 2013, 2015
come Heroes Den Bosch 2022

## Cestisti
- Andre Young 2012-2013
- Ali Farokhmanesh 2013-2014
- Payton Henson 2018-2019